# (127196) Hanaceplechova
(127196) Hanaceplechova es un asteroide perteneciente al cinturón de asteroides, región del sistema solar que se encuentra entre las órbitas de Marte y Júpiter.
Fue descubierto el 16 de abril de 2002 por el equipo del observatorio de Ondřejov desde el mismo observatorio.

## Designación y nombre
Designado provisionalmente como 2002 HH, fue nombrado por Hana Ceplechová (n. 1945) quien trabajó como secretaria en el Departamento de Materia Interplanetaria del Observatorio de Ondřejov durante tres décadas. Su sinceridad y fidelidad crearon un ambiente de trabajo agradable para los descubridores. Como esposa de Zdeněk Ceplechová, apoyó sus logros en la ciencia de los meteoritos.

## Características orbitales
Hanaceplechova está situado a una distancia media del Sol de 2,634 ua, pudiendo alejarse hasta 3,005 ua y acercarse hasta 2,264 ua. Su excentricidad es 0,141 y la inclinación orbital 5,525 grados. Emplea 1561,84 días en completar una órbita alrededor del Sol.

## Características físicas
La magnitud absoluta de Hanaceplechova es 15,69. Tiene 2,261 km de diámetro y su albedo se estima en 0,262.